# Revenue Tower
La Revenue Tower es un rascacielos situado en Wan Chai, Hong Kong, que tiene 49 plantas y 181 m de altura y fue completado en 1990. La Revenue Tower, que es el 93.er edificio más alto de Hong Kong, contiene únicamente oficinas: junto con su torre gemela, la Immigration Tower, alberga oficinas gubernamentales. El edificio tiene un sky lobby en la planta 38, diseñado para facilitar el transporte vertical en la torre.

## Historia
El edificio se llamaba inicialmente Wanchai Tower III. Su construcción se proyectó en 1989 para ahorrar al gobierno 120 millones de dólares al año en costes de alquiler de oficinas. El Departamento de Hacienda de Hong Kong se trasladó a la torre en diciembre de 1991 desde sus instalaciones en Windsor House en Causeway Bay.

## Futuro
El Secretario de Finanzas John Tsang anunció en 2008 que el gobierno estaba estudiando la viabilidad de trasladar los departamentos albergados en la Immigration Tower, la Revenue Tower y la Wanchai Tower a Kai Tak y Tseung Kwan O New Town para permitir la recalificación de los valiosos terrenos de Gloucester Road y que estos pasaran a manos privadas. Los peritos estimaron entonces que la parcela podría alcanzar los 20 000 millones de dólares si fuera subastada por el gobierno. Este proyecto ha recibido algunas críticas por trasladar oficinas gubernamentales a ubicaciones menos céntricas y consideradas menos apropiadas. Una zona de Tseung Kwan O situada en Po Yap Road, llamada Area 67, está asignada para albergar oficinas gubernamentales.